# Hydnellum peckii
El hongo diente sangrante (Hydnellum peckii) es un hongo correspondiente al género Hydnellum, de la familia Bankeraceae. Se trata de una especie que produce esporas en la superficie de sus espinas verticales o proyecciones como dientes que cuelgan de la superficie inferior de su esporocarpo. Se encuentra en América del Norte y Europa, aunque se descubrió recientemente en Irán (2008), Corea (2010), Misiones, Argentina (2019), Playa Pascual, Uruguay (2020), y en Bogotá, Colombia (2024). El Hydnellum peckii es una especie micorriza que forma relaciones mutuas beneficiosas con variedad de coníferas, árboles, y crecen dispersos en el terreno por separado o agrupados. Se alimenta de materia orgánica en descomposición.Su respiración es ...